# Guotaiqiao (ort i Kina, Hunan Sheng, lat 29,65, long 110,98)
Guotaiqiao (kinesiska: 国太桥, 国太桥乡) är en ort i Kina. Den ligger i provinsen Hunan, i den södra delen av landet, omkring 250 kilometer nordväst om provinshuvudstaden Changsha. Antalet invånare är 7 236. Befolkningen består av 3 456 kvinnor och 3 780 män. Barn under 15 år utgör 12,0 %, vuxna 15-64 år 74 %, och äldre över 65 år 13,0 %.
Runt Guotaiqiao är det ganska tätbefolkat, med 166 invånare per kvadratkilometer. Närmaste större samhälle är Dongyueguan, 11,4 km sydost om Guotaiqiao. I omgivningarna runt Guotaiqiao växer i huvudsak blandskog.
Genomsnittlig årsnederbörd är 1 697 millimeter. Den regnigaste månaden är september, med i genomsnitt 263 mm nederbörd, och den torraste är december, med 19 mm nederbörd.